# Джуман
Джуман (фр. Djouman) — деревня в Чаде, расположенная на территории региона Восточное Майо-Кеби.

## Географическое положение
Деревня находится в юго-западной части Чада, на правом берегу реки Логон, на высоте 331 метра над уровнем моря.
Населённый пункт расположен на расстоянии приблизительно 254 километров к юго-юго-востоку (SSE) от столицы страны Нджамены.

## Климат
Климат деревни характеризуется как семиаридный жаркий (BSh в классификации климатов Кёппена). Среднегодовая температура воздуха составляет 27,9 °C. Средняя температура самого холодного месяца (января) составляет 25,7 °С, самого жаркого месяца (апреля) — 32 °С. Расчётная многолетняя норма осадков — 827 мм. В течение года количество осадков распределено неравномерно, основная их масса выпадает в период с апреля по октябрь. Наибольшее количество осадков выпадает в августе (257 мм).

## Транспорт
Ближайший аэропорт расположен в городе Гуну-Гая.